# Paul Iské
Edmond Paul Iské, né le 28 juillet 1877 à Strasbourg (Bas-Rhin) et mort le 24 avril 1961 au Kremlin-Bicêtre (Val-de-Marne), est un peintre français, d'origine alsacienne.
On l'a surnommé le « Van Gogh alsacien », en raison du rythme et  de la couleur qui se dégagent de la plupart de ses œuvres, et peut-être également car il eut une vie difficile, parfois malheureuse,  et il était  réfractaire aux compromissions,,.

## Biographie
Paul Iské est né le 28 juillet 1877 à Strasbourg, ville où il a grandi. Son père, Eugène Iské, est typographe. Sa mère s'appelle Sophie Augustine Pauline Werner.
Le 15 mars 1927, il se marie à Strasbourg avec Marceline Lucienne Marie Devaux.
Il habite sa ville natale jusqu'en 1932 au 16, rue Joffre, puis il quitte Strasbourg pour s'installer, l'année suivante, définitivement à Paris. Il va également peindre périodiquement sur la Côte d'Azur.
Le fils unique de Marceline et Paul Iské, Bernard, peintre lui aussi, fut tué à Lubine (Vosges) le 6 septembre 1944, dans la Résistance ; ce décès a fortement éprouvé son père. Paul Iské a habité au 21 avenue Payret-Dortail, au Plessis-Robinson (Hauts-de-Seine), où il a fini sa vie. Il meurt à l'hôpital du Kremlin-Bicêtre le 24 avril 1961.

### Scolarité et formation
Iské est élève à l'École supérieure des arts décoratifs de Strasbourg dans les ateliers de Georges Daubner et Carl Jordan.
Il effectue dans la suite de grands voyages de formation,  à Munich, où les toiles d'Auguste Renoir exposées à la Pinacothèque influencent considérablement son art. Il fait aussi un bref séjour à Dresde. Puis il séjourne 3 ans en Italie, notamment à Florence, Rome et Naples, source de la belle et intense luminosité de ses œuvres.
Après sa formation, il aborde à son retour à Strasbourg, tous les genres picturaux : portraits, paysages, compositions, toujours sur le motif, et il  peint également des fresques. 
Il s'associe en 1930 aux groupes  de l'Arc et de la Barque à Strasbourg, composés de Daniel Schoen (1873-1955), Georges-Daniel Krebs (1894-1982), Armand Ingenbleek (1896-1971), Richard Brunck de Freundeck (1899-1949), Robert Heitz (1895-1984), Albert Thomas (1892-1960), qui en avait pris l'initiative et inventé le nom, et Alfred Pauli (né en 1898). Ces deux derniers ne restèrent pas longtemps dans ce groupe.
La carrière de Paul Iské est tout entière consacrée principalement à la peinture figurative à l'huile ou à l'eau. Il peint des paysages de Strasbourg, des Vosges, de la Provence, de la Corse et Paris, qu'il adora. 

### Œuvre
L’expression artistique de Paul Iské apparaît comme révolutionnaire dans les années 1930, « conjuguant, non sans violence, une tendance impressionniste à sa réaction expressionniste. Des couleurs qui doivent « hurler » de se retrouver ainsi associées s'harmonisent ici. Ses peintures, d'une violence parfois abrupte, déploient des couleurs flamboyantes et à la façon d'un Van Gogh ou des expressionnistes allemands, Iské pose de grandes taches, rageusement, et imprègne son œuvre d'un sentiment grave ».  
Lorsque le peintre revient à Strasbourg après sa formation, il aborde tous les genres : paysages naturels ou urbains,  portraits, fresques. En ce qui concerne les fresques, l'une  devait être réalisée dès 1912 sur l'extérieur du poêle des maréchaux dans la Grand'Rue à Strasbourg, et il en réalisa la maquette qui fut présentée à l’exposition rétrospective en 1963, mais la fresque ne vit pas le jour à cause de la Première Guerre mondiale. En 1929, il est chargé du décor de la salle d'asile des logements populaires rue Jean Dollfus (Strasbourg Neudorf) consacrée aux contes de Perrault, Andersen et Grimm. Celle-ci fut détruite lors des bombardements de septembre 1944. La maquette a été acquise par la suite par la Communauté Urbaine de Strasbourg et est conservée dans deux écoles maternelles de la banlieue de la ville.

## Expositions
- Strasbourg, expositions dans divers lieux de la ville. Importante rétrospective en 1963, deux ans après la disparition de l'artiste.
- Grand magasin Magmod à Strasbourg, mai 1920.
- Maison d'art alsacienne, notamment en 1927 avec Lucien Haffen (1888-1968), Alfred Fischer (1886-1967), ainsi qu'en janvier 1931 et en 1932.
- Librairie des arts, mai 1927.
- Librairie de la Mésange, octobre 1929.
- Aubette, avec le groupe de la Barque.
- Paris : Salon des Tuileries et Salon des Indépendants

## Œuvres acquises par  les musées[4]

### Musées de Strasbourg
Estampes : Bain-Aux Plantes, Ancien pont Saint-Nicolas, Quai de la Bruche, Rue du Bateau à Strasbourg, Le pont des Célestins à Paris. 
Toiles : Vue de la Petite France, Matinée au Port de Menton, Nu, Avenue George-V, Printemps à Robinson, Alsacienne, Paysage avec arbres. 

### Acquises par l’État
Toiles : Le Brezouard, Port de Cannes, En Alsace près du Climont. 

### Acquises par le département de la Seine
Toiles : Sapins des Vosges, La Vallée aux Loups, Paris : Saint Gervais, Allée des Charmes près de Robinson.